# 臨水県 (山西省)
臨水県（りんすい-けん）は、中華人民共和国山西省にかつて存在した県。現在の呂梁市臨県北東部に相当する。
前漢により設置され、後漢により廃止された。